# Giovi Novello
Giovi Novello (Santa Fe, 1994) es un músico argentino de la banda de punk rock Vomitan Glitter, activista LGBT y coordinador en la Asociación Varones Trans y No Binaries de Santa Fe.

## Biografía
Giovi nació en la ciudad de Santa Fe en 1994. Desde una edad temprana, sintió una profunda conexión con la música, comenzando a tocar la guitarra y explorando otros instrumentos a lo largo de su vida. Su pasión por el punk rock se arraigó debido a su sentido innato de justicia y su deseo de abordar las injusticias a través de la música.
Sin embargo, mientras que la música se convirtió en una forma de expresión para Giovi desde temprana edad, su identidad como varón trans fue un aspecto que mantuvo en secreto durante mucho tiempo. Creyó que tendría que vivir una vida de fingimiento, ocultando su verdadera identidad. Fue durante la pandemia de COVID-19 que se vio forzado a confrontar sus pensamientos y sentimientos más profundos, y finalmente, decidió que era el momento de ser auténtico y comenzar su transición de género.

## Carrera
Su relación con la música comenzó cuando era apenas un niño, y a los seis años, convenció a su padre para que le comprara su primera guitarra criolla, a pesar de que los vendedores de música dudaban de sus manos pequeñas. Desde entonces, Giovi exploró diversas influencias musicales, pero fue el punk rock el género que realmente lo cautivó debido a su energía, protesta y desafío constante.
A los 12 años, Giovi comenzó su carrera musical en la banda Censorshit en 2006, una experiencia que duró dieciséis años y resultó en tres álbumes. Sin embargo, con el inicio de su transición de género, sintió la necesidad de cerrar ese capítulo y embarcarse en una nueva etapa.
Al inicio de la pandemia de COVID-19 en 2020, Giovi fundó Vomitan Glitter, acompañado por Julia Pagnutti y Mely Dvylle, una banda con un estilo que él llama como punk rock disidente, en la que ocupa el rol de cantante y guitarrista. El proyecto nació de una necesidad personal de expresar sus experiencias durante su proceso de transición y se convirtió en una plataforma para dar visibilidad a las personas trans en la música.

## Activismo

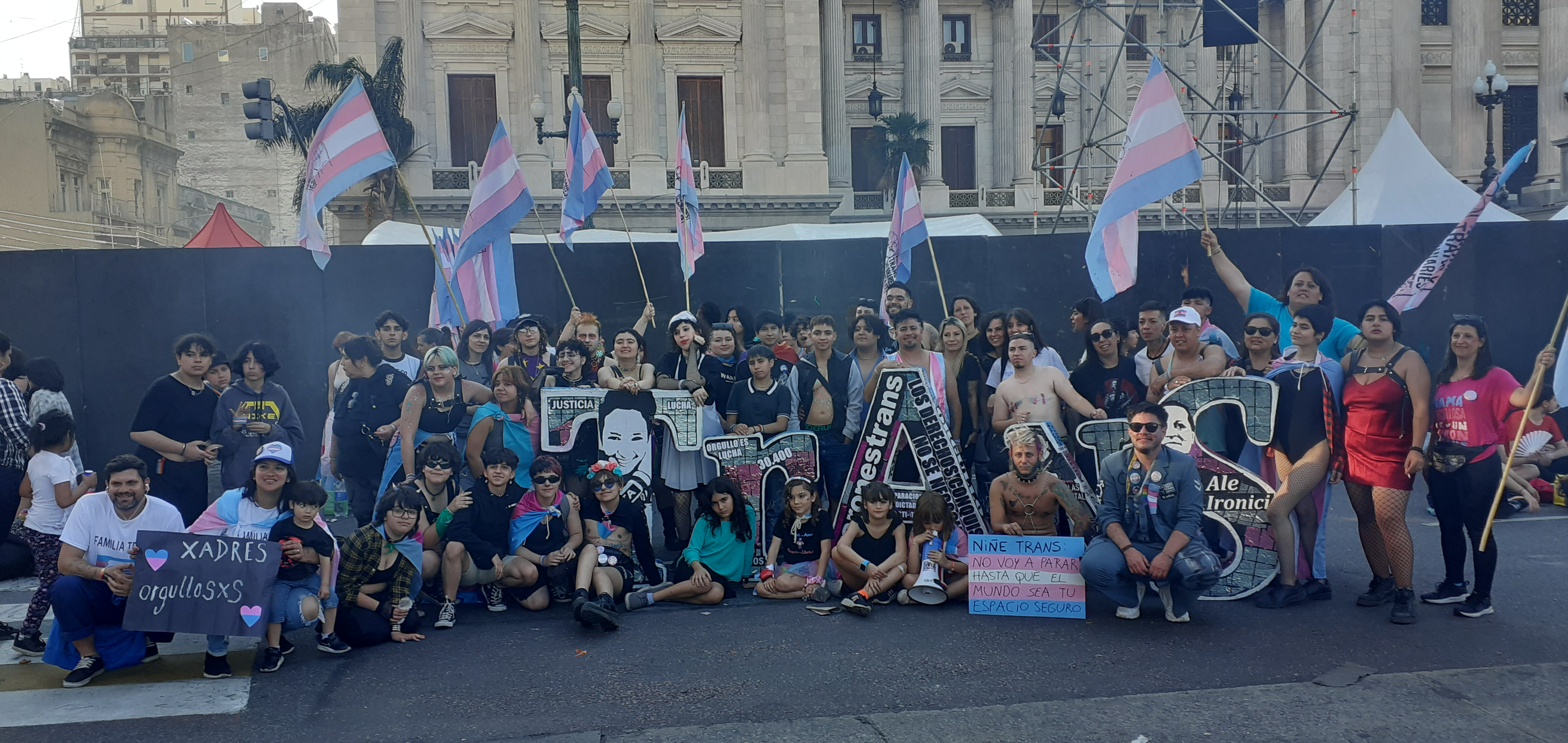
Asociación Civil de Varones Trans y No Binaries de Santa Fe en la marcha del orgullo de 2023 en Buenos Aires

Su camino en la militancia comenzó en 2019 cuando se unió a la Asociación de Varones Trans. Al año siguiente, fundó a Asociación Civil de Varones Trans y No Binaries de Santa Fe, un espacio dedicado a brindar apoyo y contención a varones trans, niñeces trans y sus familias, desempeñando un papel fundamental en el acompañamiento de las transiciones de niñes trans en Santa Fe y otras áreas de Argentina.
La intersección entre su militancia trans y su vida artística es significativa en la carrera de Giovi. Sus canciones, compuestas en primera persona desde pronombres masculinos, se han convertido en una forma poderosa de abordar temas relacionados con la identidad de género y la diversidad sexual. A través de su música y activismo, busca cambiar la percepción negativa que a menudo rodea a las personas trans en la sociedad.
Giovi también se destaca como coordinador de la Asociación Civil de Varones Trans y No Binaries de Santa Fe, donde trabaja en la promoción de los derechos y el apoyo a las personas trans, especialmente a las jóvenes y sus familias. Su trabajo se centra en proporcionar un espacio seguro y de escucha para las personas trans y abogar por políticas públicas que aborden las necesidades de la comunidad trans. Además cuenta con el apoyo del Archivo de la Memoria Trans en pos de visibilizar y documentar la historia de las transmasculinidades.
En 2021, colaboró en la organización del festival Transpalooza junto a la asociación de varones trans. Este festival, está completamente compuesto por personas trans, marcando un hito en la ciudad.
Junto a la agrupación Xadres y la Asociación civil varones trans y sus familias, produjo un documental titulado "Infancias Trans y sus familias". En este documental, repusieron las experiencias de vida de infancias trans y sus familias que forman parte de su asociación, el cual en 2021 fue proyectado en la Cámara de Diputados de la Nación Argentina en el marco del aniversario de los 10 años de la Ley de identidad de género.
Además, es el autor de la ordenanza 12.814, primera ordenanza sobre un plan de abordaje integral de niñeces trans en Argentina, y la creación del Día municipal de las niñeces trans y no binarias mediante la ordenanza 12.880, (la fecha de celebración se determinó como el último sábado de agosto, para que coincida con otras festividades que se llevan a cabo durante el mes dedicado a la infancia); logros significativos en el reconocimiento de los derechos de este grupo. También desempeñó un papel importante en la creación, diseño y puesta en marcha de un dispositivo de salud mental para niñeces trans en coordinación con la Municipalidad de Santa Fe, el cual proporciona servicios gratuitos desde el año 2023. 

## Publicaciones
- 2024: El secreto más profundo. ISBN 9789504983569 [16]